# 다케후역
다케후역(일본어: 武生駅, たけふえき)은 일본 후쿠이현 에치젠시에 있는 해피라인 후쿠이의 철도역이다.
선더버드를 비롯한 특급 열차들이 정차한다.

## 역 구조
2면 3선 구조의 지상역이다. 1번 승강장은 단식으로 떨어져 있으며, 2·3번 승강장은 섬식 승강장이다. 1번 승강장은 서쪽 출구와 바로 연결되고, 1번 승강장과 섬식 승강장은 구름다리로 이어져 있다. 2번 승강장은 주로 보통 열차가 특급 열차의 대피나 특급 열차와의 환승을 위해 이용하는 승강장이며, 후쿠이 방면에서 온 열차가 회차할 때도 사용된다.
후쿠이 지역 철도부가 관리하는 직영역이다.

### 승강장
| 1 | ■ 해피라인 후쿠이선 | 하행 | 후쿠이 · 가나자와 방면 |                             |
| 2 | ■ 해피라인 후쿠이선 | 하행 | 후쿠이 · 가나자와 방면 | 특급을 대피하는 열차가 이용 |
| 2 | ■ 해피라인 후쿠이선 | 상행 | 쓰루가 · 마이바라 방면 | 특급을 대피하는 열차가 이용 |
| 3 | ■ 해피라인 후쿠이선 | 상행 | 쓰루가 · 마이바라 방면 |                             |

## 역세권 정보
- 후쿠이 철도 후쿠부 선 에치젠타케후 역
- JR 서일본 호쿠리쿠 신칸센 난에쓰 역 (호쿠리쿠 자동차 도로 방면으로 대략 5Km)

## 역사
- 1896년 7월 15일 - 일본국유철도 호쿠리쿠 본선의 쓰루가 역 ~ 후쿠이 역 구간 개통과 동시에 개업.
- 1987년 4월 1일 - 민영화에 따라 서일본 여객철도의 소속이 되었다.
- 2024년 3월 16일: 호쿠리쿠 신칸센 가나자와역 ~ 쓰루가역 연장 개통에 따라, 해피라인 후쿠이로 이관됨.

## 인접역
| 해피라인 후쿠이 ■ 해피라인 후쿠이선 | 해피라인 후쿠이 ■ 해피라인 후쿠이선 | 해피라인 후쿠이 ■ 해피라인 후쿠이선 |
| ----------------------------------- | ----------------------------------- | ----------------------------------- |
| 오시오 쓰루가 방면                  | 보통                                | 사바에 다이쇼지 방면                |